# North Pole
North Pole è un comune degli Stati Uniti d'America, situato nel borough di Fairbanks North Star, nello Stato dell'Alaska. 

## Geografia fisica
Nonostante il nome, la città si trova a 2.700 km  a sud del Polo Nord e 200 km a sud del circolo polare artico. L'area comunale è circoscritta a nord-ovest dalla base militare Fort Wainwright 64°49′40″N 147°38′34″W, a sud-est dalla base militare aerea Eielson Air Force Base 64°39′56″N 147°06′05″W e tra il fiume Tanana e il fiume Chena. Si trova a circa 25 km da Fairbanks ed è attraversata dall'autostrada Richardson. 
La superficie dell'area comunale è di circa 11 km2 (la percentuale della superficie delle acque è minore dello 0,5%).

### Clima
Il clima e le relative temperature della città sono pesantemente influenzate dalla quantità di luce solare che nel periodo invernale è veramente poca. In luglio le medie della temperatura superano di poco i 20 °C, mentre le medie più basse in gennaio raggiungono i −27 °C (in alcuni anni si sono raggiunti i −55 °C).

## Storia
La città fu fondata negli anni '40  da una società di sviluppo con l'obiettivo di attirare i maggiori produttori di giocattoli e chiamata "North Pole". Il progetto non ebbe esiti positivi, ma ugualmente attirò moltissimi turisti con i loro bambini.

## Economia
L'economia della città si basa sul traffico di turisti lungo l'autostrada Richardson che vanno a visitare Fairbanks, ma anche su un grande negozio di articoli da regalo (Santa Claus House). Babbo Natale è il tema principale della cittadina. L'ufficio postale di North Pole riceve ogni anno centinaia di migliaia di lettere indirizzate a Babbo Natale.
Inoltre alcune importanti raffinerie di petrolio forniscono la maggior parte del carburante per gli aerei dell'aeroporto Internazionale Ted Stevens di Anchorage.

## Galleria d'immagini

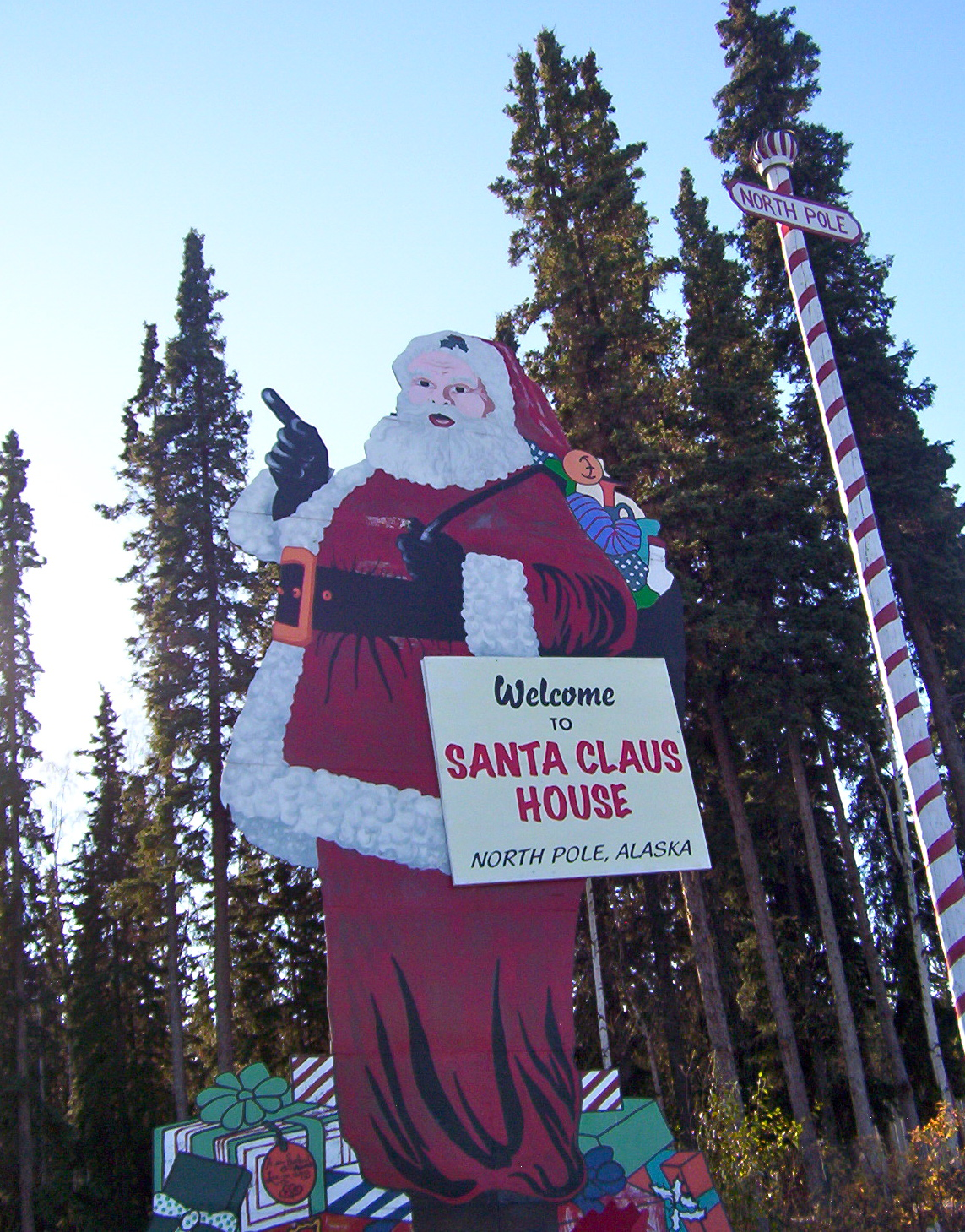
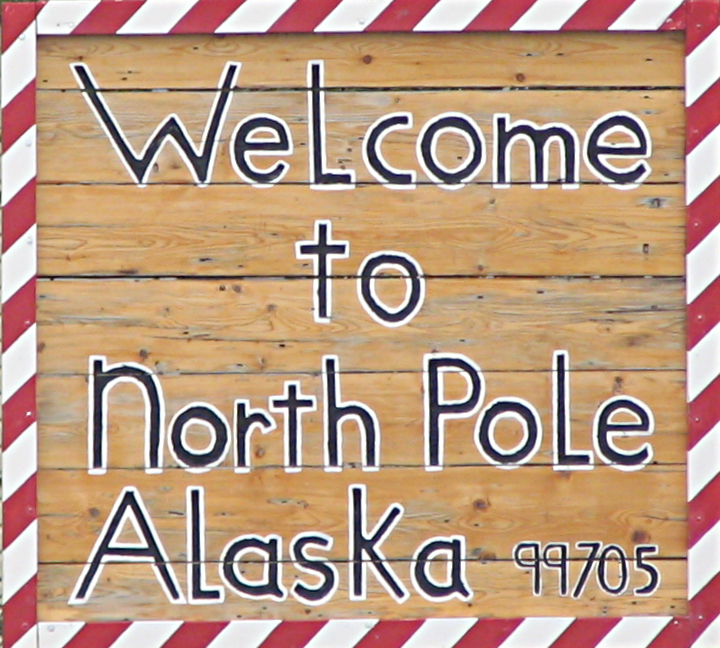
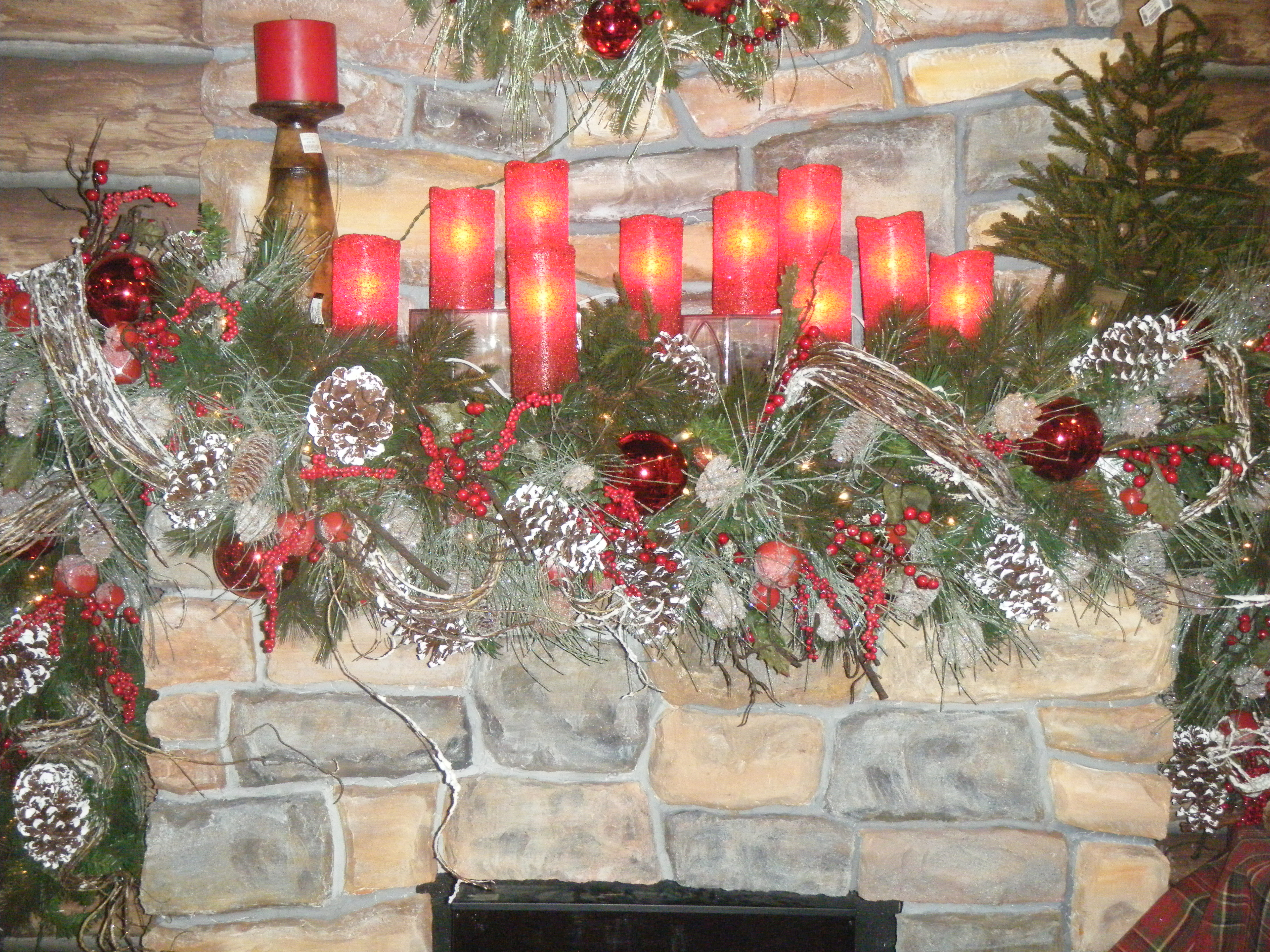
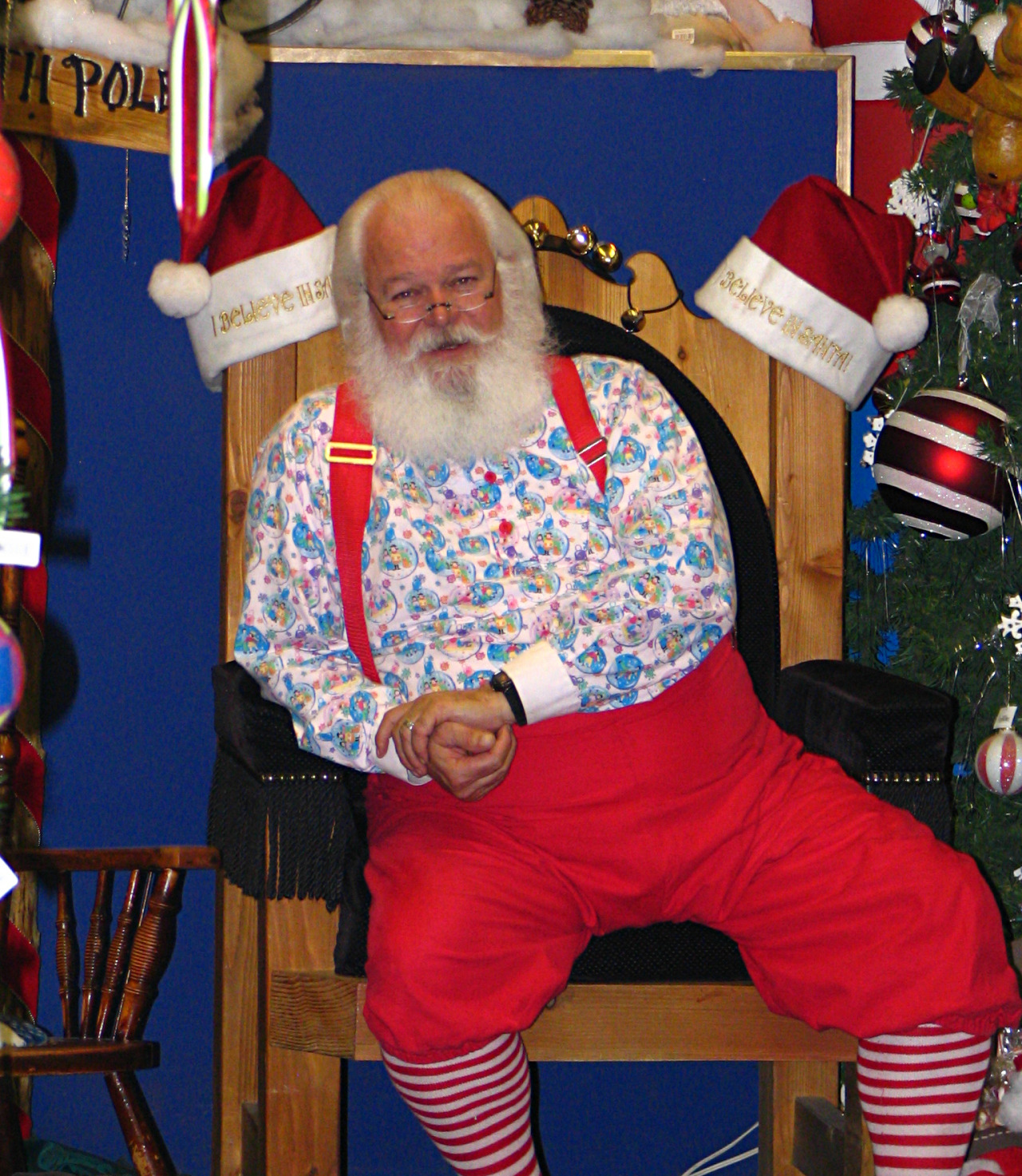
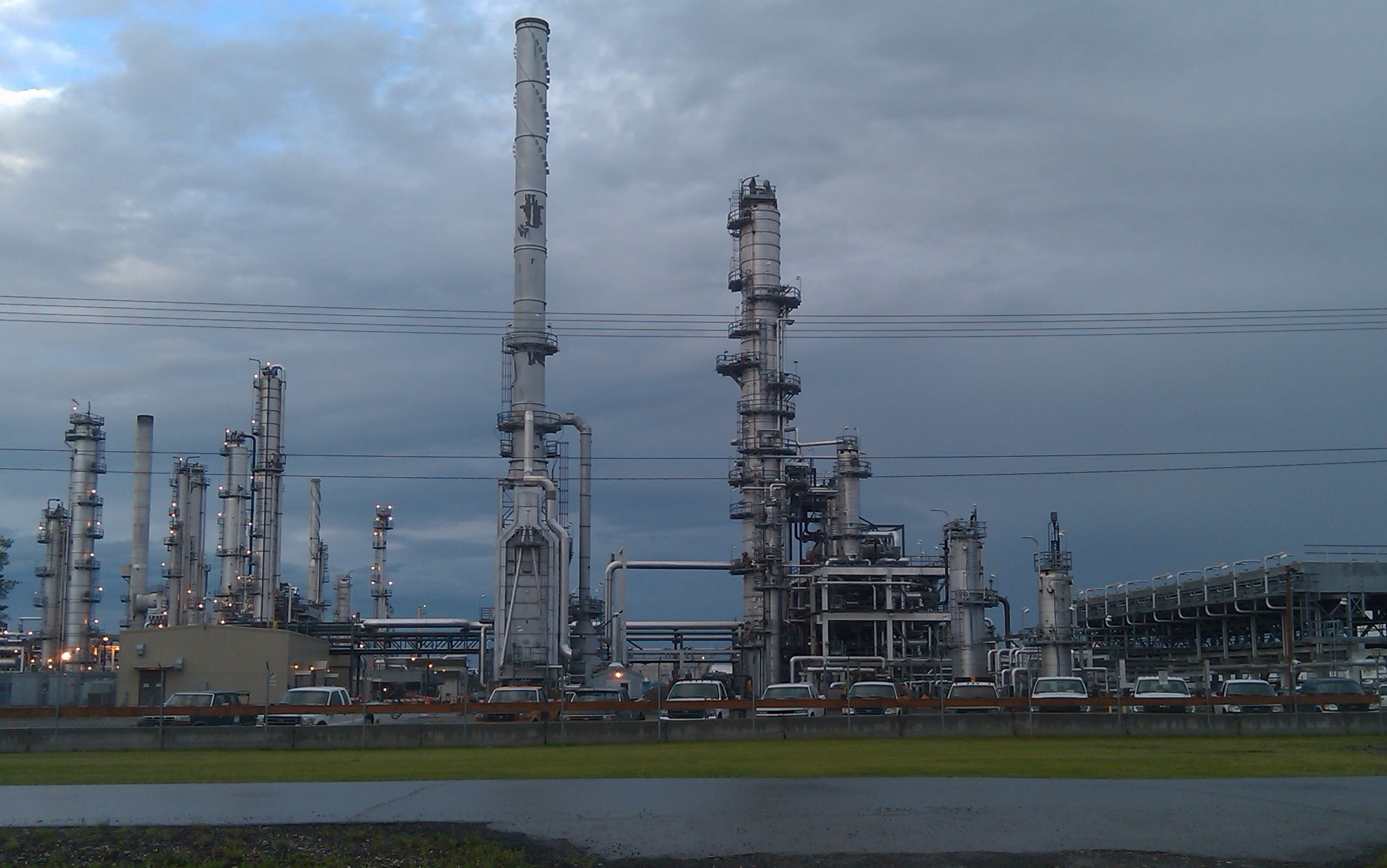
La raffineria Flint Hills